# Đại dịch COVID-19
Đại dịch COVID-19 là một đại dịch bệnh truyền nhiễm với tác nhân là virus SARS-CoV-2 và các biến thể của nó đang diễn ra trên phạm vi toàn cầu. Khởi nguồn vào cuối tháng 12 năm 2019 với tâm dịch đầu tiên tại thành phố Vũ Hán thuộc tỉnh Hồ Bắc, Trung Quốc, bắt nguồn từ một nhóm người mắc viêm phổi không rõ nguyên nhân. Giới chức y tế địa phương xác nhận rằng trước đó họ đã từng tiếp xúc, chủ yếu với những thương nhân buôn bán và làm việc tại chợ buôn bán hải sản Hoa Nam. Các nhà khoa học Trung Quốc đã tiến hành nghiên cứu và phân lập được một chủng coronavirus mà Tổ chức Y tế Thế giới lúc đó tạm gọi là 2019-nCoV, có trình tự gen giống với SARS-CoV trước đây với mức tương đồng lên tới 79,5%.
Các ca nghi nhiễm đầu tiên ở Vũ Hán được báo cáo vào ngày 31 tháng 12 năm 2019. Trường hợp tử vong do SARS-CoV-2 đầu tiên xảy ra ở Vũ Hán vào ngày 9 tháng 1 năm 2020. Các ca nhiễm virus đầu tiên được xác nhận bên ngoài Trung Quốc bao gồm hai người phụ nữ ở Thái Lan và một người đàn ông ở Nhật Bản. Sự lây nhiễm virus từ người sang người đã được xác nhận cùng với tỷ lệ bùng phát dịch tăng vào giữa tháng 1 năm 2020. Ngày 23 tháng 1 năm 2020, chính phủ Trung Quốc quyết định phong tỏa Vũ Hán, toàn bộ hệ thống giao thông công cộng và hoạt động xuất - nhập khẩu đều bị tạm ngưng.
Ngày 11 tháng 3 năm 2020, Tổ chức Y tế Thế giới (WHO) ra tuyên bố gọi "COVID-19" là "Đại dịch toàn cầu".
Chính phủ các quốc gia trên thế giới đã tiến hành phản ứng đáp trả nhằm bảo vệ sức khỏe người dân cũng như các nhóm cộng đồng trên toàn cầu, bao gồm: hạn chế đi lại, phong tỏa kiểm dịch, ban bố tình trạng khẩn cấp, sử dụng lệnh giới nghiêm, tiến hành cách ly xã hội, hủy bỏ các sự kiện đông người, đóng cửa trường học và những cơ sở dịch vụ, kinh doanh ít quan trọng, khuyến khích người dân tự nâng cao ý thức phòng bệnh, đeo khẩu trang, hạn chế ra ngoài khi không cần thiết, đồng thời chuyển đổi mô hình hoạt động kinh doanh, học tập, làm việc từ truyền thống sang trực tuyến. Ví dụ: phong tỏa để kiểm dịch toàn bộ tại Ý và tỉnh Hồ Bắc của Trung Quốc; các biện pháp giới nghiêm khác nhau ở Trung Quốc và Hàn Quốc; phương pháp sàng lọc tại các sân bay và nhà ga; hạn chế hoặc hủy bỏ các hoạt động du lịch tới những khu vực, vùng, quốc gia có nguy cơ nhiễm dịch bệnh ở mức cao. Ngoài ra, các trường học cũng đã phải đóng cửa trên toàn quốc hoặc ở một số vùng tại hơn 160 quốc gia, ảnh hưởng đến 87% học sinh, sinh viên trên toàn thế giới, tính đến ngày 28 tháng 3 năm 2020.
Những ảnh hưởng trên toàn thế giới của đại dịch COVID-19 hiện nay bao gồm: thiệt hại sinh mạng con người, sự bất ổn về kinh tế và xã hội, tình trạng bài ngoại và phân biệt chủng tộc đối với người gốc Trung Quốc và Đông Á, việc truyền bá thông tin sai lệch trực tuyến và  vũ khí sinh học.

## Danh sách các quốc gia và vùng lãnh thổ có dịch bệnh và số ca nhiễm
Dưới đây là danh sách các quốc gia và vùng lãnh thổ có người nhiễm COVID-19 và tổng số ca nhiễm tính từ ngày 17 tháng 11 năm 2019 đến 6 tháng 8 2025 được cập nhật bởi Our World in Data.
Các ca nghi nhiễm đầu tiên ở Vũ Hán (Trung Quốc) được báo cáo vào ngày 31 tháng 12 năm 2019, với các triệu chứng đầu tiên xuất hiện khoảng hơn ba tuần trước đó (ngày 8 tháng 12 năm 2019). Chợ hải sản Hoa Nam, nơi được giới chức y tế địa phương cho là địa điểm bùng phát dịch bệnh đầu tiên, đã bị đóng cửa vào ngày 1 tháng 1 năm 2020 và các bệnh nhân có các triệu chứng được cách ly. Hơn 700 người, bao gồm hơn 400 nhân viên y tế, những người tiếp xúc gần gũi với người bị nghi ngờ mắc bệnh sau đó đã được theo dõi. Với sự phát triển một phương pháp xét nghiệm phản ứng tổng hợp chuỗi polymerase sao chép ngược đã chẩn đoán cụ thể để phát hiện người nhiễm virus, 41 người ở Vũ Hán đã được xác nhận là bị nhiễm virus 2019-nCoV, trong đó có hai người được báo cáo là một cặp vợ chồng mà một trong hai người chưa bao giờ đến khu chợ, ba người khác là thành viên trong cùng gia đình đó và làm việc tại quầy hải sản ở chợ.
Vào ngày 9 tháng 1 năm 2020, ca tử vong đầu tiên là một người đàn ông 61 tuổi ở Vũ Hán. Vào ngày 16 tháng 1 năm 2020, chính quyền Trung Quốc thông báo rằng có một người đàn ông 69 tuổi khác được xác nhận mắc bệnh, cũng ở Vũ Hán, đã chết vào ngày trước đó.
Vì đến ngày 14 tháng 1 năm 2020 việc lây truyền từ người sang người không được loại trừ, Tổ chức Y tế Thế giới (WHO) cảnh báo rằng một vụ dịch rộng hơn có thể xảy ra. Từ 14 đến 22 tháng 1 năm 2020, các trường hợp nhiễm bệnh đầu tiên được xác nhận bên ngoài Trung Quốc đại lục đầu tiên bao gồm 3 phụ nữ và 1 đàn ông ở Thái Lan, 1 đàn ông ở Nhật Bản, 1 phụ nữ ở Hàn Quốc, 1 phụ nữ ở Đài Loan, 1 đàn ông ở Hồng Kông, 1 phụ nữ ở Ma Cao và 1 đàn ông ở Hoa Kỳ. Dựa trên những diễn biến và giả định như thống kê du lịch quốc tế, các nhà khoa học Anh ngày 17 tháng 1 ước tính rằng số ca nhiễm virus thực sự có thể vào khoảng 1.700. Trong khi đó, tính đến ngày 18 tháng 1, số trường hợp được xác nhận trong phòng thí nghiệm là 65, bao gồm 62 ở Trung Quốc, hai ở Thái Lan và một ở Nhật Bản. Cũng có những lo ngại về việc lây rộng hơn nữa trong mùa du lịch cao điểm của Trung Quốc vào dịp Tết Nguyên Đán.
Ngày 20 tháng 1, Trung Quốc thông báo tình hình dịch bệnh ngày càng lây lan nhanh chóng, cụ thể: 140 bệnh nhân mới, bao gồm hai người ở Bắc Kinh và một người ở Thâm Quyến. Tính đến ngày 22 tháng 1, số trường hợp được xác nhận mắc bệnh trong xét nghiệm là 550, gồm 541 người ở Trung Quốc đại lục. Trong giai đoạn đầu, số ca mắc bệnh tăng gấp đôi cứ sau hơn 7 ngày. Vào ngày 26 tháng 2 năm 2020, WHO báo cáo rằng, khi các trường hợp mới được báo cáo giảm ở Trung Quốc nhưng đột nhiên tăng ở Ý, Iran và Hàn Quốc. Và lần đầu tiên, số trường hợp mới bên ngoài Trung Quốc đã vượt quá số trường hợp mới ở Trung Quốc vào ngày 25 tháng 2 năm 2020.

Các ca 2019-nCoV ở Trung Quốc đại lục, Hồng Kông, Ma Cao và Đài Loan
Xác nhận từ 1–9 ca
Xác nhận từ 10–99 ca
Xác nhận từ 100–999 ca
Xác nhận từ ≥1000 ca

Các trường hợp tử vong được xác nhận bên ngoài Trung Quốc đại lục tính đến ngày 3 tháng 3 năm 2020 bao gồm 1 đàn ông người Vũ Hán tại Philippines, 2 người tại Hồng Kông, một bà cụ ngoài 80 tuổi, 1 cụ già 80 tuổi và 3 người khác tại Nhật Bản, 1 trường hợp ở Đài Loan, 1 người tại Hoa Kỳ, 2 người Nhật ngoài 80 tuổi và 4 người khác trên tàu du lịch Diamond Princess, một người đàn ông Trung Quốc và một người khác ở Pháp, 77 người tại Iran, 29 người ở Hàn Quốc và 52 ở Ý.
Vào ngày 11 tháng 3 năm 2020, WHO tuyên bố COVID-19 là "đại dịch toàn cầu", trước bối cảnh số ca nhiễm trên toàn cầu đã vượt mốc 126.000 và dịch đã lan ra 123 quốc gia và vùng lãnh thổ.
Tính đến tháng 5 năm 2021, số ca nhiễm đã vượt quá 150.000.000 ca nhiễm và đang gia tăng nhanh chóng.

### Tử vong
Ca tử vong đầu tiên được ghi nhận vào ngày 9 tháng 1 năm 2020 tại Vũ Hán. Theo dõi 17 bệnh nhân tử vong đầu tiên ở Trung Quốc thống kê đến ngày 22 tháng 1 năm 2020, thời gian bắt đầu mắc COVID-19 đến khi tử vong nằm trong khoảng 6 đến 41 ngày, với số trung vị là 14 ngày. Theo đài Trung ương Trung Quốc NHC, tính đến ngày 2 tháng 2 năm 2020, phần lớn ca tử vong (trên tổng số 490 ca) có độ tuổi cao – khoảng 80% ca là người có độ tuổi lớn hơn 60, và 75% trong số họ có bệnh lý nền như bệnh tim mạch và đái tháo đường.
Ca tử vong do/với SARS-CoV-2 ngoài Trung Quốc đầu tiên là tại Philippines vào ngày 1 tháng 2, và ca tử vong đầu tiên ngoài châu Á (tại Pháp) là vào ngày 15 tháng 2 năm 2020. Tính đến ngày 12 tháng 6 năm 2020, hơn chục người đã tử vong tại Iran, Hàn Quốc và Ý. Sau đó thêm các ca tử vong do coronavirus cũng được báo cáo tại Bắc Mỹ, Úc, San Marino, Tây Ban Nha, Iraq, và Anh Quốc và có thể cả CHDCND Triều Tiên.
Tính đến  ngày 9 tháng 7 năm 2021, số ca tử vong trên toàn cầu do hoặc có liên quan tới COVID-19 đã hơn 4 triệu người.
Hôm 12-5, The New York Times đưa tin người dân nghèo ở các vùng nông thôn Ấn Độ đang vứt thi thể các bệnh nhân tử vong vì Covid-19 xuống sông vì chi phí hỏa táng đã tăng vọt.
Các nhà chức trách tin rằng đó là những gì đã xảy ra khi dân làng ở miền bắc Ấn Độ phát hiện ra hàng chục xác chết trôi dạt vào bờ sông Hằng dọc theo ranh giới Bihar và Uttar Pradesh, hai bang nơi dịch Covid-19 đang hoành hành khốc liệt.
Người dân đã tìm thấy các thi thể vào tối 10-5 ở Chausa, một ngôi làng ven sông ở Bihar. Những người hiếu kỳ chen chúc xung quanh các thi thể trôi cập mé sông.
Một số quan chức cho biết khoảng 30 thi thể đã được phát hiện. Các nhân chứng khác đưa ra con số nhiều hơn là 100. Một số người dân trong khu vực có phong tục cột đá vào thi thể thả xuống sông Hằng, con sông linh thiêng nhất theo quan niệm của Ấn Độ giáo. Nhưng các nhà chức trách nghi ngờ rằng nhiều người trong số này đã chết vì Covid-19.
Arun Kumar Srivastava, một bác sĩ ở Chausa cho biết: "Tôi chưa bao giờ nhìn thấy nhiều thi thể như vậy, có khả năng một số là nạn nhân của đại dịch Covid-19."
Một số nhà khoa học nói rằng "Số ca tử vong trên toàn cầu có thể nhiều gấp 3 đến 6 lần hiện nay", tức khoảng 26 triệu đến 30 triệu người tử vong, lí do là vì "Số ca Tử vong tối đa" đơn giản là "Khi đại dịch Covid đến, làm cho lương thấp, bạn tử vong vì đói và tại vì Covid làm bạn có ít Tiền lương, lương ít làm bạn không có ăn, không có ăn thì bạn sẽ chết, nó không tính là chết vì đó mà được tính là chết vì Covid".

Bản đồ cho thấy số ca COVID-19 được xác nhận từ ngày 12 tháng 1 đến ngày 29 tháng 2 năm 2020
Số ca tại Trung Quốc đại lục (Xem chi tiết tại đây)
Số ca ngoài Trung Quốc

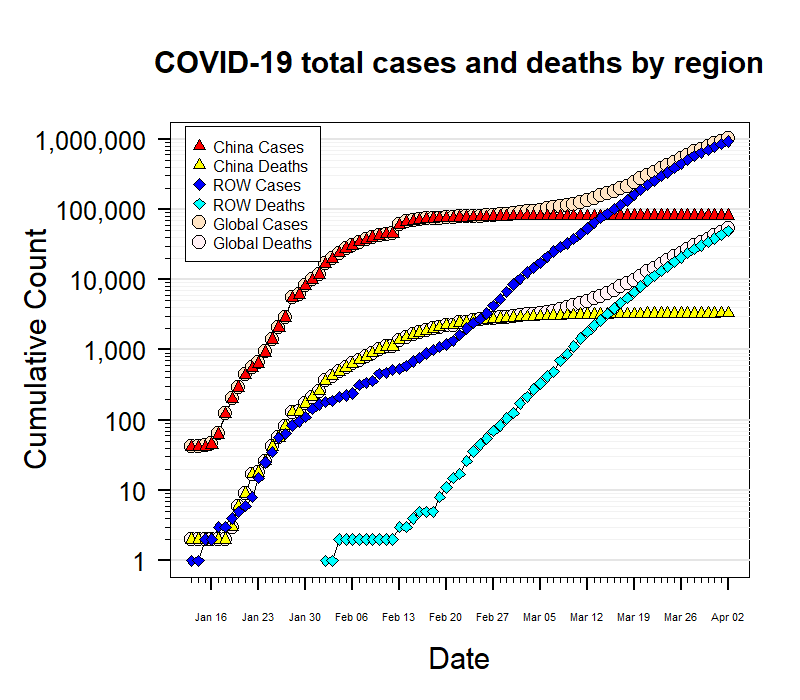
Biểu đồ dạng bán logarit tỷ lệ mắc bệnh tích lũy (cumulative incidence) các trường hợp được xác nhận và tử vong ở trong lãnh thổ Trung Quốc và ngoài lãnh thổ Trung Quốc (ROW)
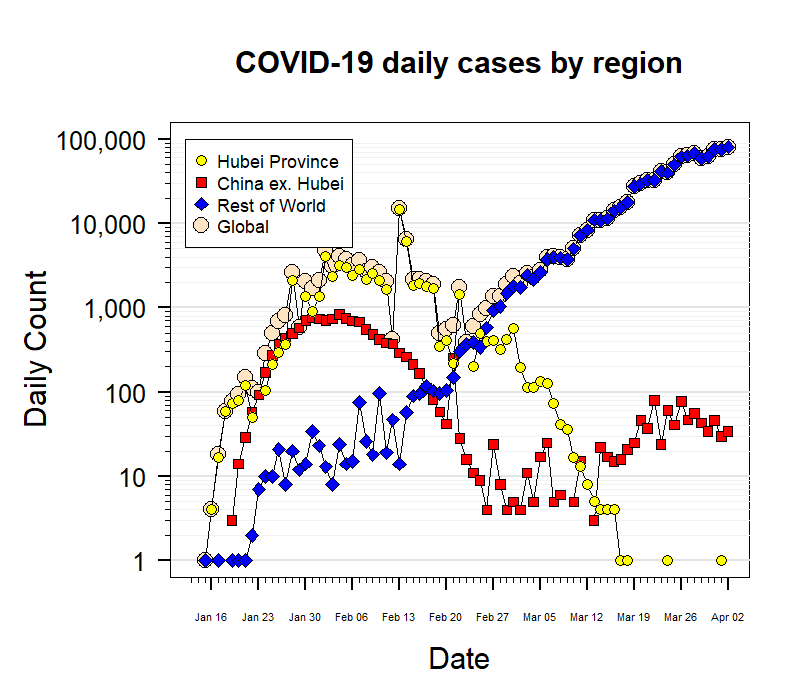
Biểu đồ dạng bán logarit số ca mới xác nhận theo ngày và theo khu vực: Tỉnh Hồ Bắc, Trung Quốc đại lục (bao gồm cả Hồ Bắc), và ngoài lãnh thổ Trung Quốc (ROW), và toàn bộ thế giới
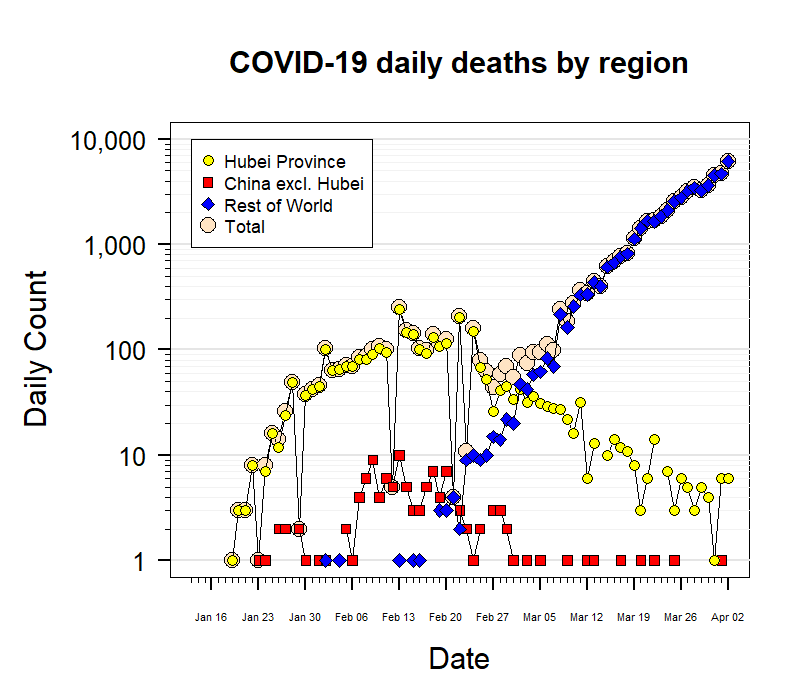
Biểu đồ dạng bán logarit số trường hợp tử vong hàng ngày theo vùng: Tỉnh Hồ Bắc, Trung Quốc đại lục (trừ Hồ Bắc), ngoài lãnh thổ Trung Quốc (ROW) và toàn bộ thế giới
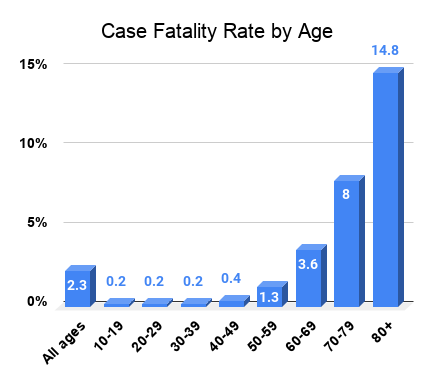
Tỷ lệ tử vong theo nhóm tuổi ở Trung Quốc. Dữ liệu đến hết ngày 11 tháng 2 năm 2020.
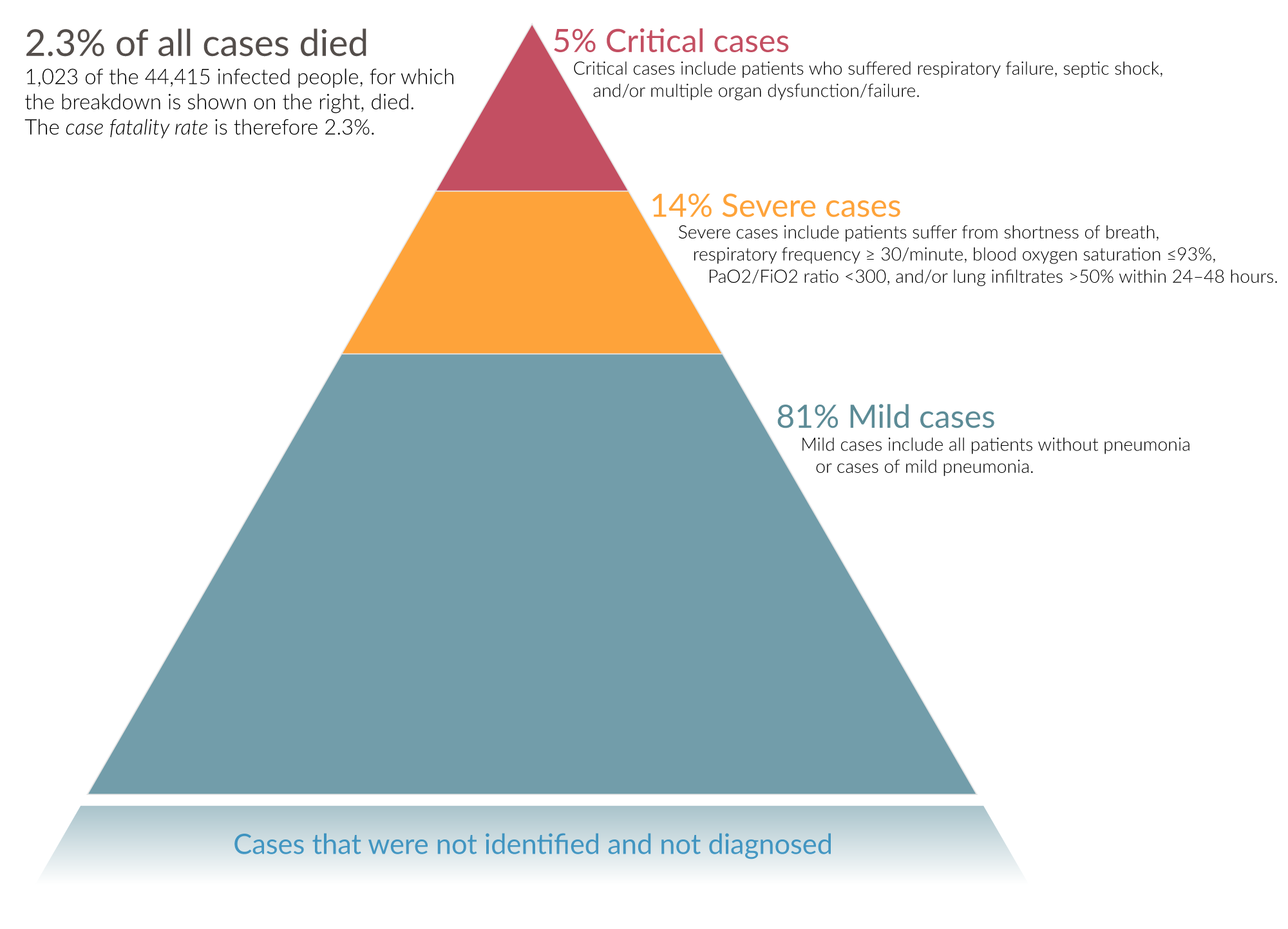
Mức độ nghiêm trọng của các trường hợp được chẩn đoán COVID-19 tại Trung Quốc

## Bối cảnh và phát sinh virus mới

### Bối cảnh

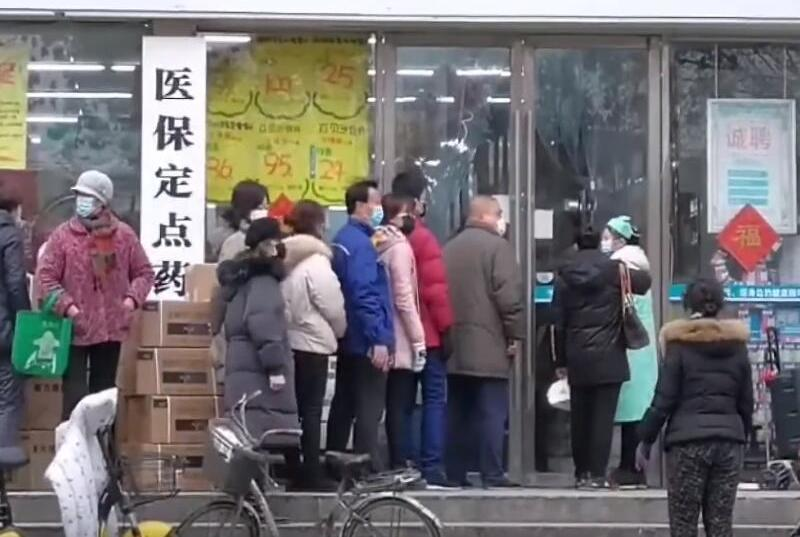
Người dân Vũ Hán xếp hàng trước một hiệu thuốc để mua khẩu trang và đồ dùng y tế phòng dịch

Vũ Hán là thủ phủ của tỉnh Hồ Bắc là thành phố lớn thứ bảy ở Trung Quốc, với dân số hơn 11 triệu người. Nơi đây là một trung tâm giao thông lớn của đất nước này và Trung tâm đường sắt Vũ Hán là một trong 4 trung tâm đường sắt quan trọng nhất Trung Quốc. Thành phố này nằm cách Bắc Kinh khoảng 700 dặm (1.120 km) về phía Nam, 500 dặm (800 km) về phía Tây với Thượng Hải và 600 dặm (960 km) về phía Bắc với Hồng Kông. Các chuyến bay thẳng từ Vũ Hán cũng kết nối đến các thành phố lớn của châu Âu và Bắc Mĩ: sáu chuyến mỗi tuần đến Paris, ba chuyến hàng tuần đến Luân Đôn và năm chuyến hàng tuần đến Roma.
Coronavirus chủ yếu truyền bệnh ở động vật, nhưng đã tiến hóa và lây nhiễm sang người, như đã thấy ở đại dịch SARS, MERS và bốn loại coronavirus khác được tìm thấy ở người gây ra các triệu chứng nhẹ về hô hấp như cảm lạnh thông thường. Cả sáu loại đều có thể lây từ người sang người. Năm 2002, với nguồn gốc từ cầy hương từ các chợ động vật hoang dã, một đợt bùng phát SARS bắt đầu ở Trung Quốc đại lục và lan sang tận Canada và Hoa Kỳ, khiến hơn 700 người tử vong trên toàn thế giới. Trường hợp cuối cùng xảy ra vào năm 2004. Vào thời điểm đó, Trung Quốc bị WHO chỉ trích vì cách xử lý dịch bệnh. Mười năm sau khi xuất hiện SARS, coronavirus liên quan đến lạc đà một bướu, MERS cũng khiến 750 người tử vong ở 27 quốc gia.
Trước khi bùng phát dịch, một nghiên cứu tiến hành trong tự nhiên công bố năm 2015 đã cảnh báo nguy cơ tiềm tàng tái phát dịch SARS-CoV, dựa trên các chủng virus tồn tại trong quần thể dơi Trung Quốc. Dựa trên nguyên lý kỹ thuật di truyền ngược mã gen SARS-CoV, một nhóm nghiên cứu tên là Ralph Baric đã tạo ra và miêu tả tính chất của coronavirus SHC014, một loại virus chimera có protein gai (protein S, spike protein) lấy từ chủng SARS-CoV đã thích nghi với chuột. Việc sử dụng kháng thể và vaccine đơn dòng đều thất bại trong việc vô hiệu hóa và phòng ngừa nhiễm CoV có protein gai trên bề mặt nêu trên.

### Các trường hợp đầu tiên
Nhiều trường hợp "viêm phổi không rõ nguyên nhân" tập trung quanh một chợ bán động vật và cá ở thành phố Vũ Hán, tỉnh Hồ Bắc của Trung Quốc từ cuối tháng 12 năm 2019. Trong khu chợ này có khoảng 1000 quầy bán gà, mèo, gà lôi, dơi, con dúi (marmota), rắn độc, hươu đốm, các bộ phận của thỏ và nhiều loài động vật hoang dã khác, do đó dẫn đến sự nghi ngờ rằng nguyên nhân gây bệnh có thể là một loại coronavirus mới được bắt nguồn từ động vật. Việc dịch bệnh ở Vũ Hán có nguồn gốc liên quan đến một thị trường lớn chuyên bán hải sản và động vật để tiêu thụ đã dẫn đến khả năng bệnh bắt nguồn từ động vật. Điều này dẫn đến nỗi lo ngại rằng dịch bệnh sẽ tương tự như sự bùng phát SARS trước đó, thậm chí một mối lo ngại trầm trọng hơn trước bởi một lượng lớn người dân dự kiến sẽ đi du lịch vào dịp Tết Nguyên Đán này khiến cho dịch bệnh dễ dàng lây lan nhanh chóng ở nhiều nơi trên thế giới, bắt đầu từ ngày 25 tháng 1 năm 2020.

### Phát sinh chủng loại coronavirus mới (SARS-CoV-2)

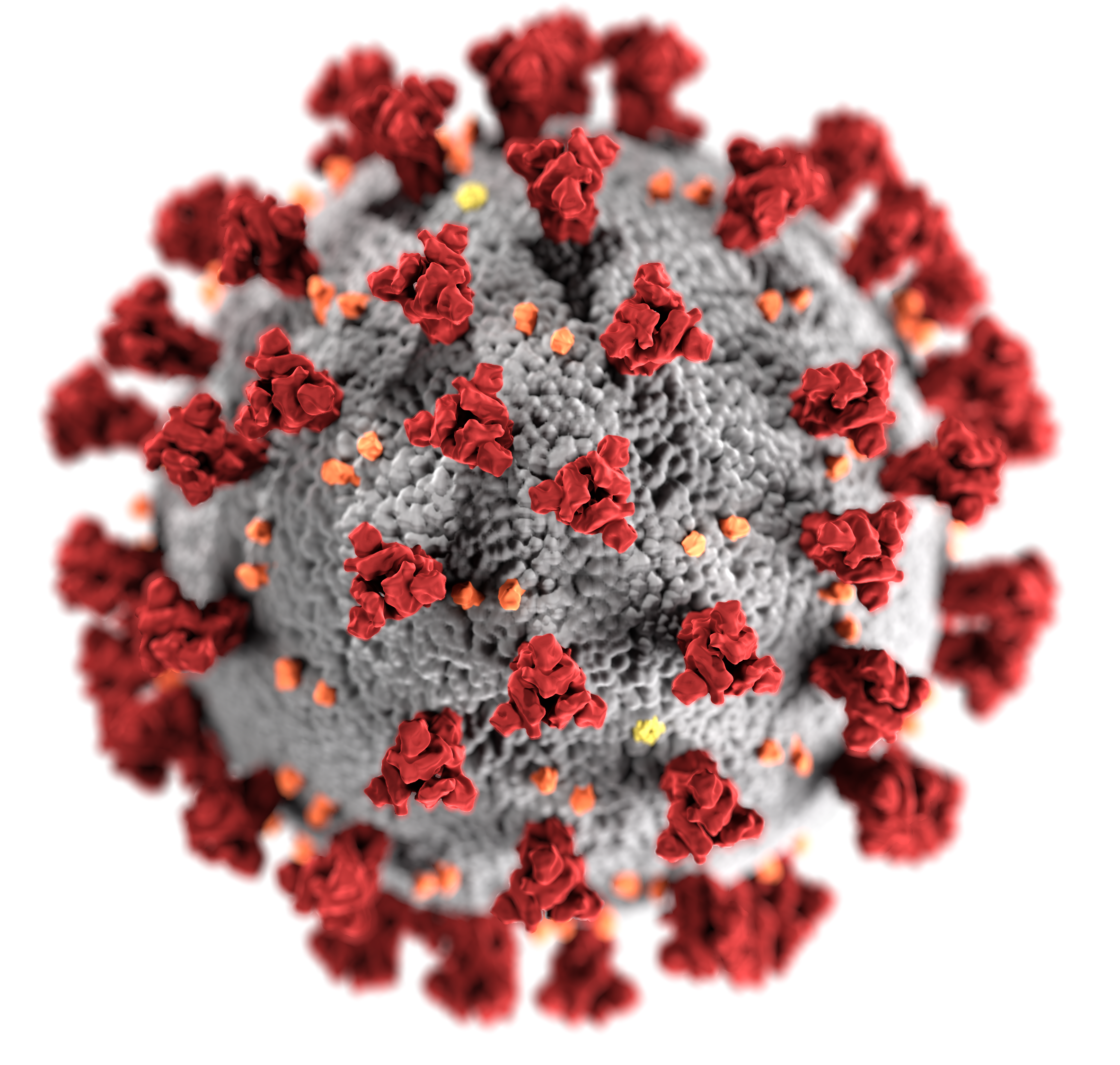
Hình vẽ mô phỏng một virion của SARS-CoV-2.

Chủng virus mới gây ra các trường hợp đã được xác nhận là SARS-CoV-2 (tên gọi tạm thời là coronavirus mới (2019-nCoV)), là chủng thứ bảy trong họ coronavirus được biết đến có khả năng lây bệnh cho người, với trình tự bộ gen được báo cáo là giống đến 79,5% so với trình tự bộ gen của SARS-CoV và có sự tương đồng đến 96% với các chủng coronavirus lây nhiễm ở loài dơi móng ngựa.
Các chuỗi trong bộ máy di truyền của betacoronavirus ở Vũ Hán có sự tương đồng với các chủng betacoronavirus tìm thấy ở dơi; tuy nhiên, virus này, so với các loại coronavirus khác như coronavirus gây ra Hội chứng hô hấp cấp tính nặng (virus SARS) và coronavirus gây ra hội chứng hô hấp vùng Trung Đông (virus MERS), thì có sự khác biệt về mặt di truyền. Giống như SARS-CoV, chủng virus thuộc dòng B của Beta-CoV.
Ngay giữa tháng 1 năm 2020, ít nhất năm bộ gen của coronavirus mới đã được phân lập, giải mã và công bố chi tiết. Năm bộ gen của virus đã được phân lập bao gồm BetaCoV/Wuhan/IVDC-HB-01/2019, BetaCoV/Wuhan/IVDC-HB-04/2020, BetaCoV/Wuhan/IVDC-HB-05/2019, BetaCoV/Wuhan/WIV04/2019, và BetaCoV/Wuhan/IPBCAMS-WH-01/2019. Thông tin này do Viện Kiểm soát và Phòng ngừa Dịch bệnh do Virus Quốc gia thuộc Trung tâm Kiểm soát và Phòng ngừa Dịch bệnh Trung Quốc (CDC), Viện Sinh học Mầm bệnh và Bệnh viện Kim Ngân Đàm Vũ Hán công bố. Trình tự RNA của virus dài khoảng 30 kbp (30 000 cặp base). Các bộ gen này chỉ ra rằng coronavirus mới này khác biệt về mặt di truyền với các coronavirus khác đã biết trước đó, như các coronavirus liên quan đến Hội chứng hô hấp cấp tính nặng (SARS-CoV) và Hội chứng hô hấp Trung Đông (MERS-CoV). Giống như SARS-CoV, nó là thành viên của Beta-CoV dòng B. Các nghiên cứu đã phát hiện chủng virus SARS 2 ký sinh trong người thông qua thụ thể ACE 2, giống hệt virus SARS.

Virus SARS-CoV-2 đã xuất hiện những thay đổi trên vật liệu di truyền.Một số biến chủng của SARS-CoV-2 với những thay đổi về cấu trúc đã xuất hiện đặc tính mới liên quan đến tốc độ lây lan và (có thể) đến hiệu quả của các loại vác-xin chống COVID-19 hiện hành.

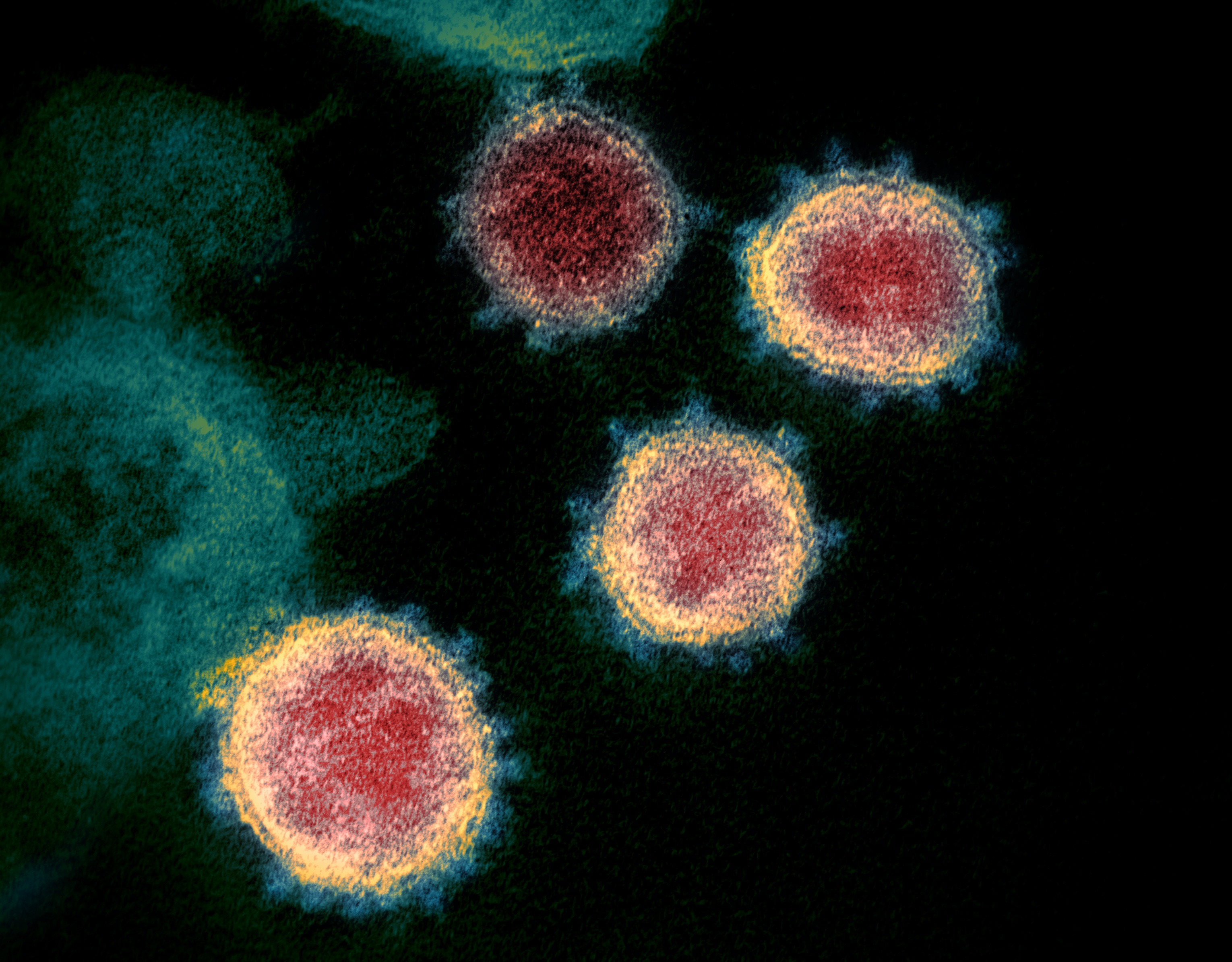
Hình ảnh siêu vi thể hiện SARS-CoV-2. Các gai ở rìa ngoài của các hạt virus giống như một vương miện.
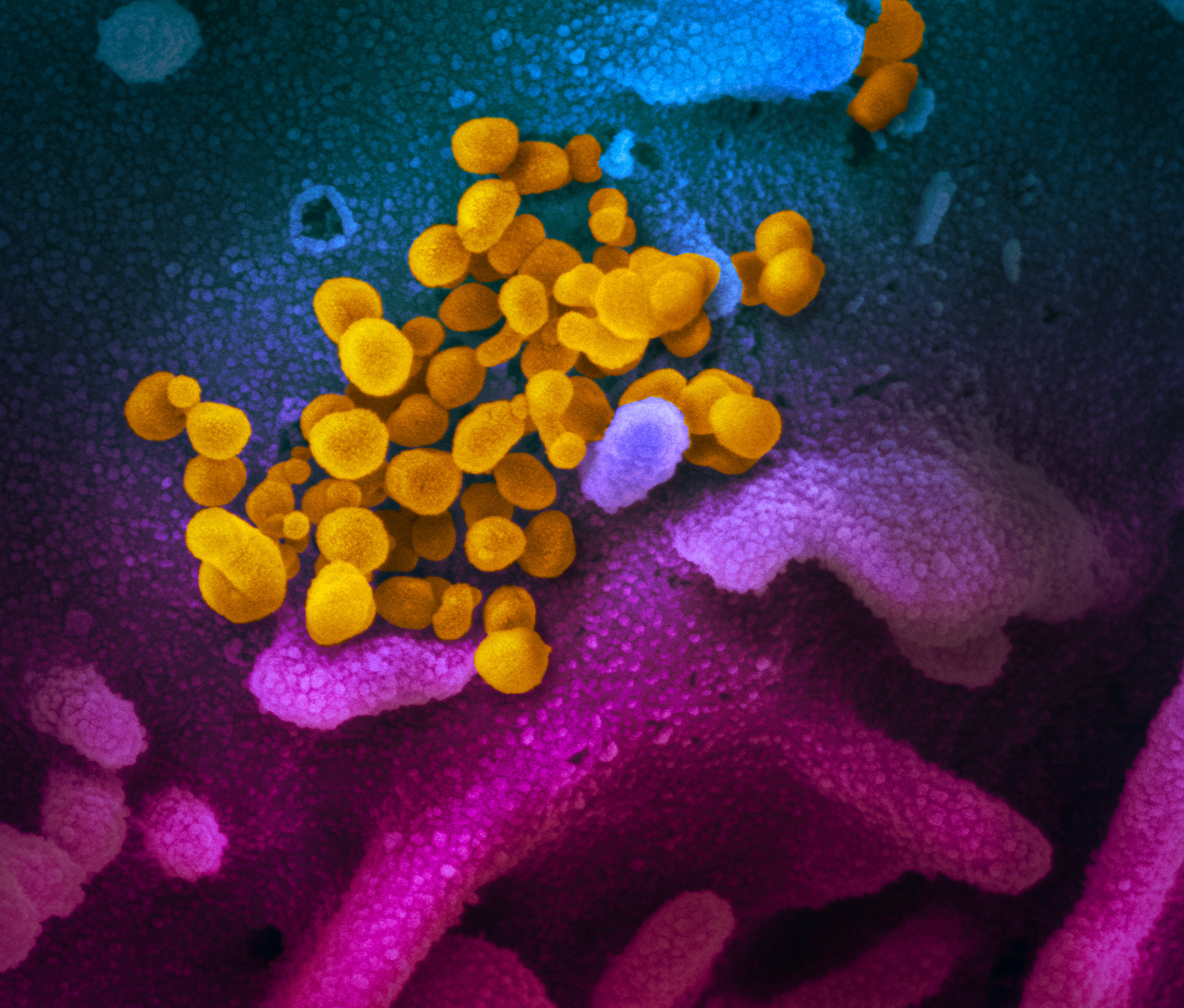
Hình ảnh kính hiển vi điện tử quét cho thấy SARS-CoV-2 (màu vàng) nổi lên từ bề mặt tế bào (màu xanh/hồng) được nuôi cấy trong phòng thí nghiệm.
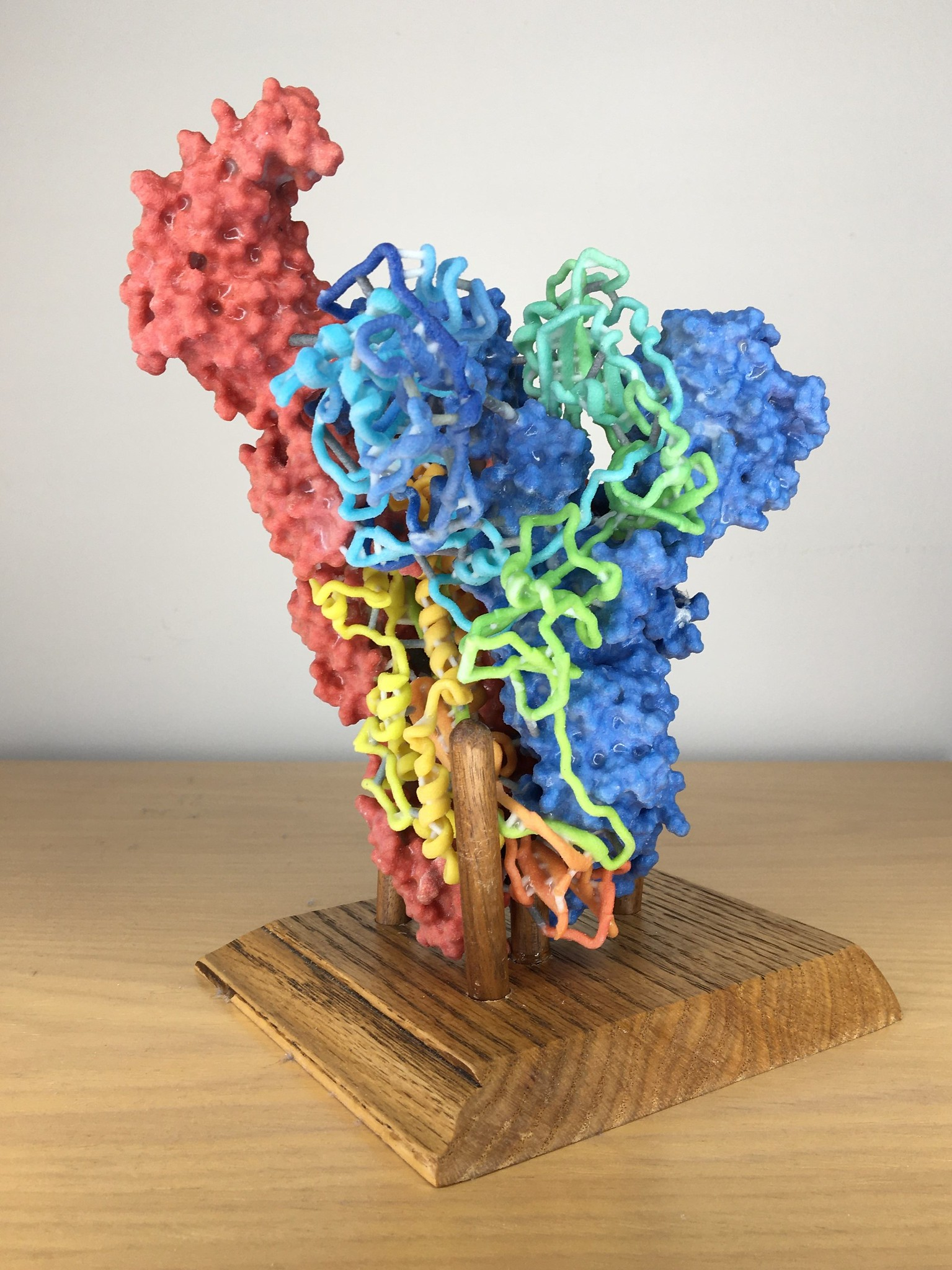
Mô hình tăng đột biến protein SARS-CoV-2 được tạo bằng máy in 3D

### Nguồn gốc lây truyền

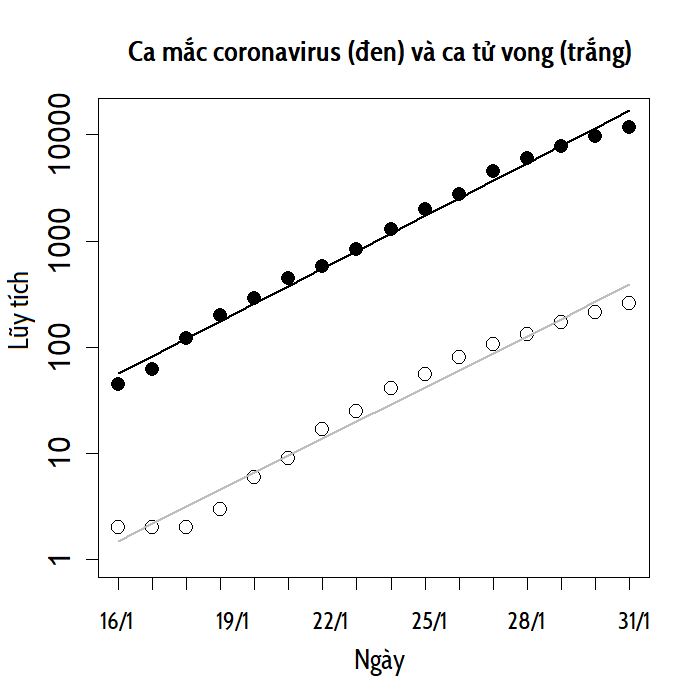
Đồ thị dạng bán logarit trên đã chứng minh được rằng các ca nhiễm mới và số người tử vong thuộc pha tăng trưởng (exponential phase) (ngày 31 tháng 1 năm 2020).

## Đặc điểm

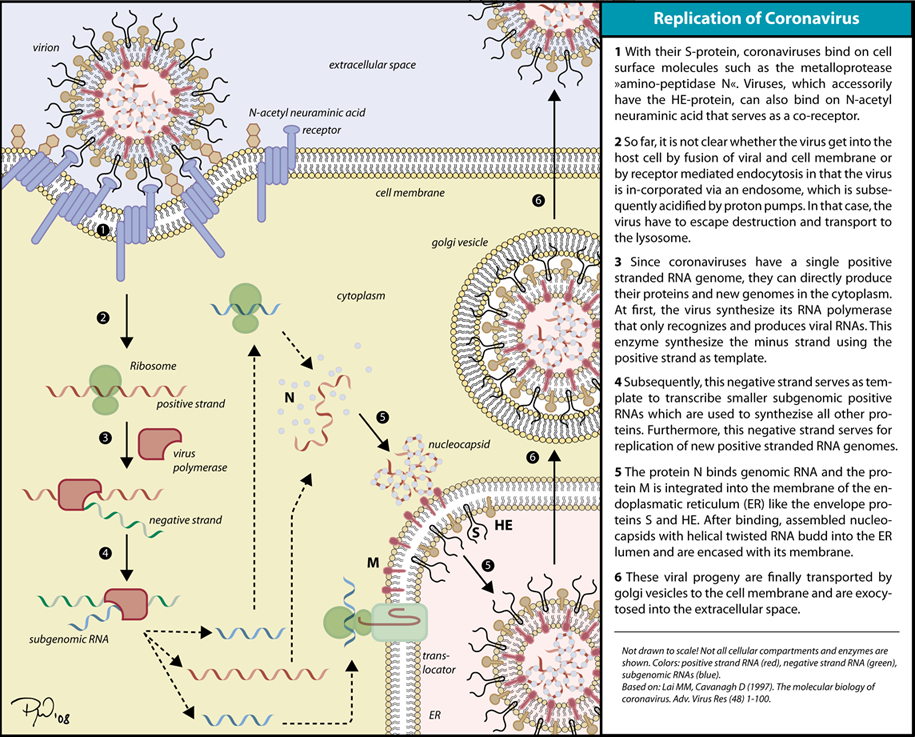
Sự nhân lên của một hạt coronavirus.

### Dấu hiệu và triệu chứng

Các triệu chứng của COVID-19. Có báo cáo virus tồn tại trong cơ thể người nhưng không gây triệu chứng.

#### Các biện pháp phong tỏa dịch bệnh trên quy mô toàn thành phố

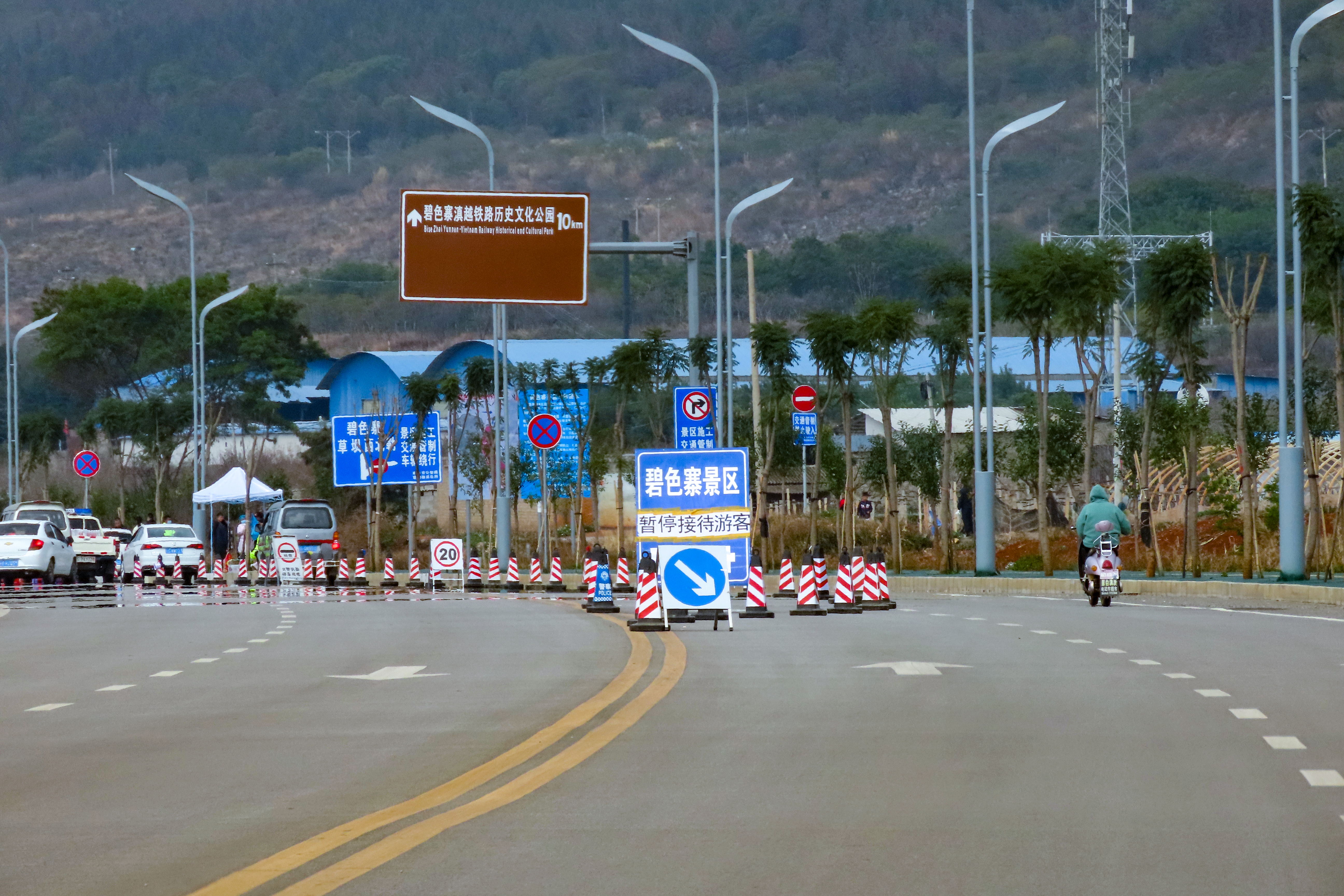
Biển thông báo đóng cửa một nhà ga ở tỉnh Vân Nam, Trung Quốc.

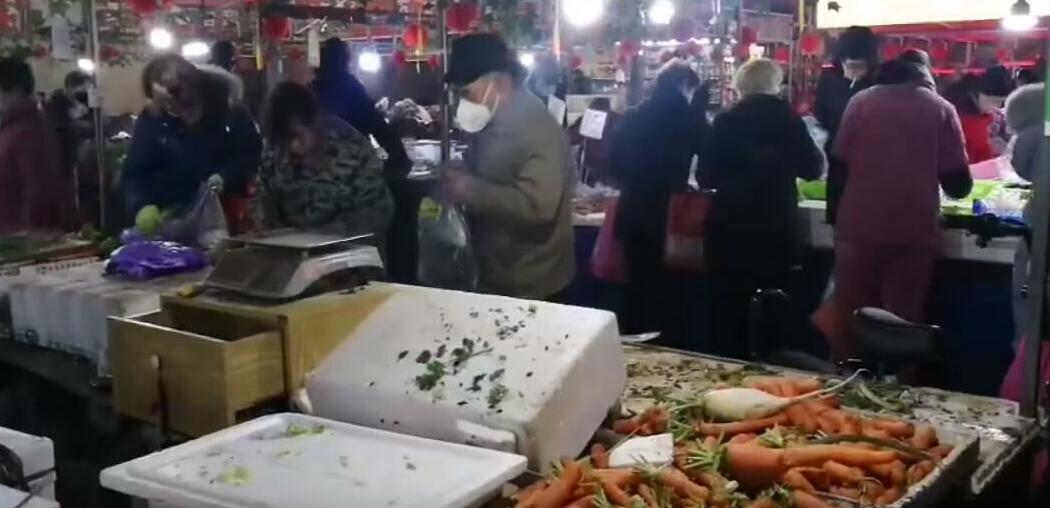
Cư dân của Vũ Hán đeo khẩu trang vội vã chạy ra chợ gần đó vào ngày 23 tháng 1.

#### Bệnh viện chuyên khoa dã chiến

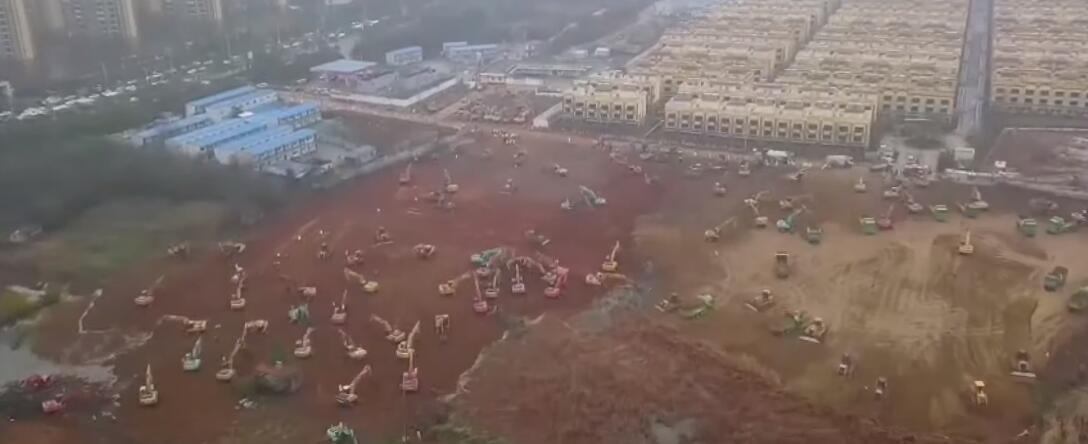
Công trường xây dựng bệnh viện Hỏa Thần Sơn vào ngày 24 tháng 1.

### Phòng tránh

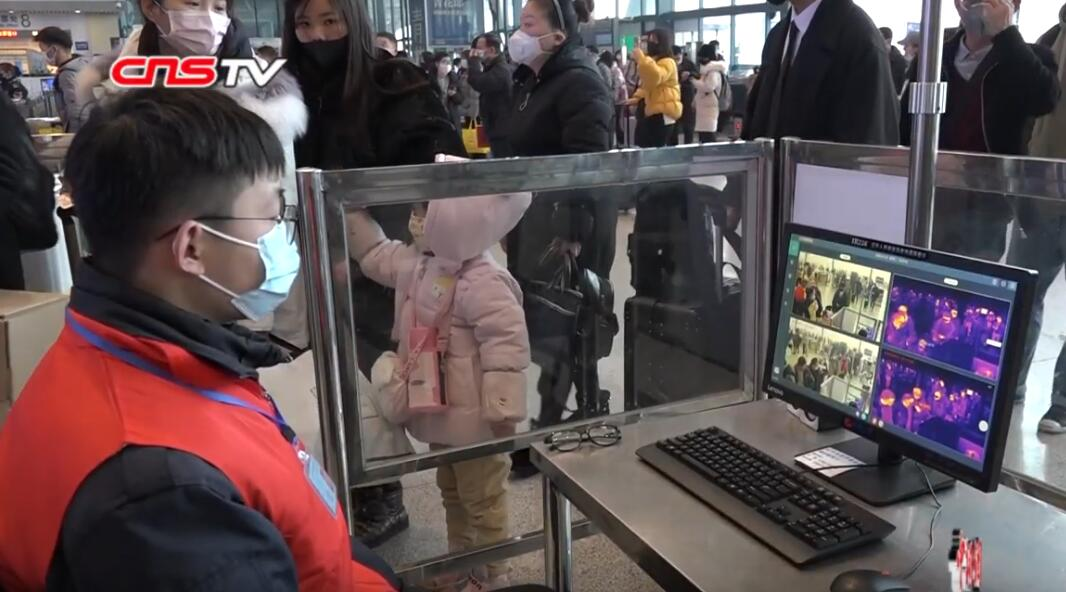
Camera hồng ngoại được lắp đặt tại ga đường sắt Vũ Hán để kiểm tra nhiệt độ cơ thể của hành khách trước khi họ lên tàu.

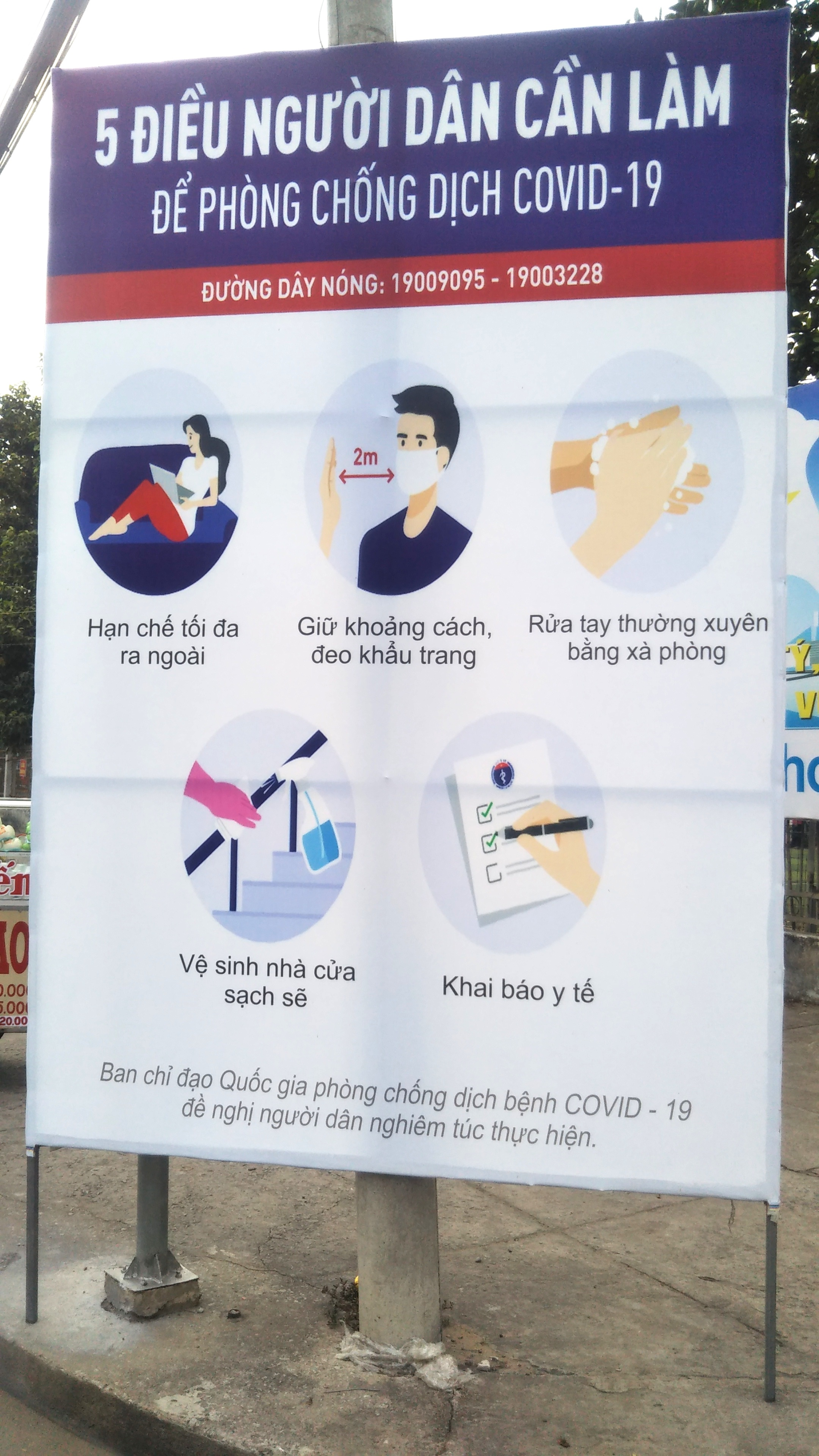
Áp phích tuyên truyền tại Việt Nam về các phòng tránh dịch COVID-19.